# Tetiana Hutsu
Tetiana Hutsu (en ucraïnès: Тетяна Константинівна) (Odessa, Unió Soviètica 1976) és una gimnasta artística ucraïnesa, ja retirada, guanyadora de quatre medalles olímpiques.

## Biografia
Va néixer el 5 de setembre de 1976 a la ciutat d'Odessa, població situada a l'província del mateix nom, que en aquells moments formava part de la República Socialista Soviètica d'Ucraïna (Unió Soviètica) i que avui dia forma part d'Ucraïna.
L'any 2002 obtingué la ciutadania nord-americana.

## Carrera esportiva
Membre de l'equip juvenil soviètic des de 1989, l'any 1990 es va convertir en campiona europea juvenil i el 1991 fou seleccionada per participar amb l'equip oficial de la Unió Soviètica en el Campionat del Món de gimnàstica artística realitzats a Indianàpolis (Estats Units), l'última competició de la Unió Soviètica abans de la seva desintegració. En aquesta competició aconseguí guanyar tres medalles, destacant la medalla d'or aconseguida en el concurs general (per equips).
Al Campionat d'Europa de gimnàstica artística de Nantes (França) realitzat el 1992 Hutsu aconseguí proclamar-se campiona continental en el concurs complet (individual), superant la romanesa i favorita Gina Gogean, i en barres asimètriques i salt sobre cavall. En aquesta competició guanyà, així mateix, la medalla de plata en la prova de barra d'equilibris i la medalla de bronze en exercici de terra.
En els Jocs Olímpics d'Estiu de 1992 celebrats a Barcelona (Catalunya) competí, als 15 anys, en el denominat Equip Unificat, i aconseguí guanyar quatre medalles: la medalla d'or en el concurs complet (individual), quedant per davant de la nord-americana Shannon Miller i la romanesa Lavinia Miloşovici, i en el concurs complet (per equips); la medalla de plata en la prova de barres asimètriques i la medalla de bronze en l'exercici de terra, compartint podi amb la romanesa Cristina Bontas i la nord-americana Miller. En la competició individual Hutsu no havia de participar atenent la classificació obtinguda en la competició per equips, ja que fou la quarta gimnasta del seu país i només podien participar tres, però per decisió de l'entrenador nacional Hutsu fou escollida per davant de Rozàlia Galíeva, un fet que es traduí amb la seva victòria.
En finalitzar les olimpíades es retirà de la competició activa a causa de les males relacions amb la Federació Ucraïnesa de Gimnàstica i a una lesió d'espatlla.